# Sara Nathan (Patriotin)

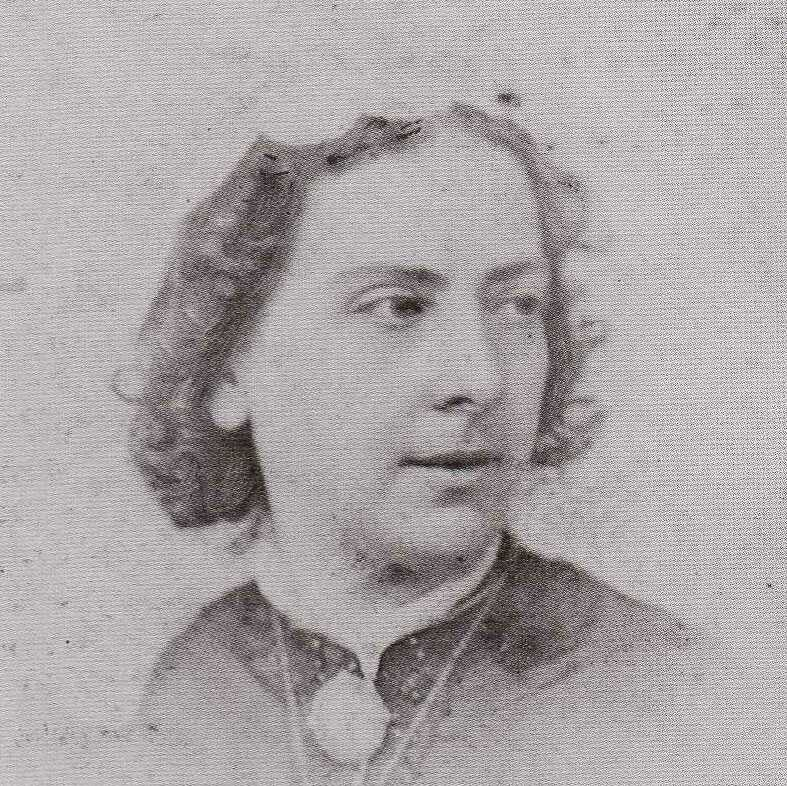
Sara Nathan

Sara Nathan, auch Sara Nathan Levi, (geboren am 7. Dezember 1819 in Pesaro als Sara Levi; gestorben am 19. Februar 1882 in London) war eine italienische Patriotin. Aus politischen Gründen musste sie sich zeitweise im Schweizer Exil aufhalten.

## Leben und Wirken
Sara Levi, genannt Sarina, war Tochter der Enrichetta geborene Rosselli aus Livorno und des jüdischen Kleinhändlers Angelo Levi aus Senigallia. Sie heiratete 1836 den deutschen Börsenmakler Mayer Moses Nathan und wurde Mutter von zwölf Kindern.
Das Ehepaar zog 1837 nach London. Sara Nathan knüpfte Kontakte zu italienischen Flüchtlingen. Mit Giuseppe Mazzini schloss sie eine Freundschaft und blieb ihm lebenslang verbunden. Als Witwe kehrte sie 1859 nach Italien zurück. Sie wurde der republikanischen Verschwörung angeklagt und emigrierte mit ihren Kindern in das Tessin. Ihre Villa «La Tanzina» in Lugano, die sie 1865 erworben hatte, wurde zum Treffpunkt der demokratischen Exilitaliener. Mazzini kam inkognito zu regelmäßigen Besuchen. Nathan zog 1871 nach Rom.
Nathans Sohn Giuseppe, gestorben 1882 in Menton, kämpfte an der Seite von Garibaldi. Mazzini starb 1872 im Haus ihrer Tochter in Pisa. Ihr Sohn Ernesto Nathan unterstützte die Herausgabe von Mazzinis Schriften und wurde 1907 Bürgermeister der Stadt Rom.

## Belege
1. ↑  Giuseppe Monsagrati: Levi, Sara. In: Mario Caravale (Hrsg.): Dizionario Biografico degli Italiani (DBI). Band 64: Latilla–Levi Montalcini. Istituto della Enciclopedia Italiana, Rom 2005.
2. 1 2 3  Carlo Agliati: Sara Nathan. In: Historisches Lexikon der Schweiz.  4. Juni 2007, abgerufen am 18. Dezember 2024.
3. ↑  Giuseppe Nathan. Deutsche Nationalbibliothek, abgerufen am 18. Dezember 2024.

| Personendaten    | Personendaten |
| ---------------- | --- |
| NAME             | Nathan, Sara |
| ALTERNATIVNAMEN  | Levi, Sara (Geburtsname); Levi, Sara Nathan (vollständiger Name); Nathan, Sara Levi (vollständiger Name); Nathan, Sarina |
| KURZBESCHREIBUNG | italienische Patriotin                                                                                                   |
| GEBURTSDATUM     | 7. Dezember 1819 |
| GEBURTSORT       | Pesaro, Kirchenstaat |
| STERBEDATUM      | 19. Februar 1882 |
| STERBEORT        | London, Vereinigtes Königreich                                                                                           |